# Двадцать сатангов
Двадцать сатангов — устаревшая монета в Сиаме, равная 1⁄5 сиамского тикаля.

## История
Первые монеты в двадцать сатангов были отчеканены в 1897 году из медно-никелевого сплава на частном монетном дворе Хитона в Бирмингеме. Обозначение монетного двора — буква «H» на реверсе. В 1942 году были отчеканены монеты из серебра 650-й пробы. В последний раз монеты этого номинала были отчеканены из олова в 1945 году.

## Характеристики монет
| Изображение | Диаметр | Толщина | Масса  | Материал              | Аверс                                            | Реверс                                               | Годы чеканки |
| ----------- | ------- | ------- | ------ | --------------------- | ------------------------------------------------ | ---------------------------------------------------- | ------------ |
|             | 25 мм   | 1,8 мм  | 6,45 г | медно-никелевый сплав | Трёхголовый слон, указание страны и года чеканки | Указание номинала и растительный орнамент            | 1897         |
|             | 22 мм   |         | 3 г    | серебро 650-й пробы   | Растительный орнамент и год чеканки              | Указание номинала и страны с растительным орнаментом | 1942         |
|             | 22,2 мм |         | 6,2 г  | олово                 | Растительный орнамент и год чеканки              | Указание номинала и страны с растительным орнаментом | 1945         |

## Чекан по годам
| Год   | Монет отчеканено |
| Тип 1 | Тип 1            |
| ----- | ---------------- |
| 1897  | 3 126 000        |
| Тип 2 |                  |
| 1942  | ?                |
| Тип 3 |                  |
| 1945  | 4 653 000        |